# Slatina (Novi Pazar)
Slatina (Servisch cyrillisch Слатина) is een plaats in de Servische gemeente Novi Pazar. De plaats telt 297 inwoners (2002).